# Jaroslav Heyrovský
Jaroslav Heyrovský (20. prosinca 1890. – 27. ožujka 1967.) bio je češki kemičar i izumitelj. 
Heyrovský je izumio polarografsku metodu, elektroanalitičku metodu te mu je uručena Nobelova nagrada za kemiju 1959. Njegovo glavno polje rada bila je polarografija.
Rođen je u Pragu kao peto dijete Leopolda Heyrovskoga, koji je bio profesor za rimsko pravo, i njegove supruge Clare. Heyrovský je pohađao Karlovo sveučilište u Pragu i studirao kemiju, fiziku i matematiku. Od 1910. do 1914. nastavio je studirati na University College London, gdje ga je zanimao rad na elektrokemiji. Tijekom Prvog svjetskog rata, radio je u vojnoj bolnici. 
Nakon obrazovanja, postao je profesor na Karlovom sveučilištu u Pragu. Godine, 1922. izumio je polarografsku metodu te se posvetio daljnjem znanstvenom radu na tom polju. Osnovao je školu čeških polarografa na Sveučilištu. Godine, 1950. imenovan je ravnateljom novoga polarografskoga instituta, koji je dvije godine kasnije uključen u Čehoslovačku akademiju znanosti. Godine 1926., oženio se za Marie Koranovu, te su imali dvoje djece.
Dobio je razne počasne doktorate na sveučilištima. Čehoslovačka ga je 1951. nagradila Državnom nagradom, a 1955. Redom Čehoslovačke. Podučavao je polarografiju u SAD-u 1933., SSSR-u 1934., Engleskoj 1946., Švedskoj 1947., Kini 1958. i Egiptu 1960.
Godine 1959., uručena mu je Nobelova nagrada za kemiju za "otkriće i razvoj metode i analize polarografije". On je prvi i do danas jedini češki državljanin koji je dobio Nobelovu nagradu na tom polju. Preminuo je 1967. u dobi od 76 godina.